# Mychajlo Semenko

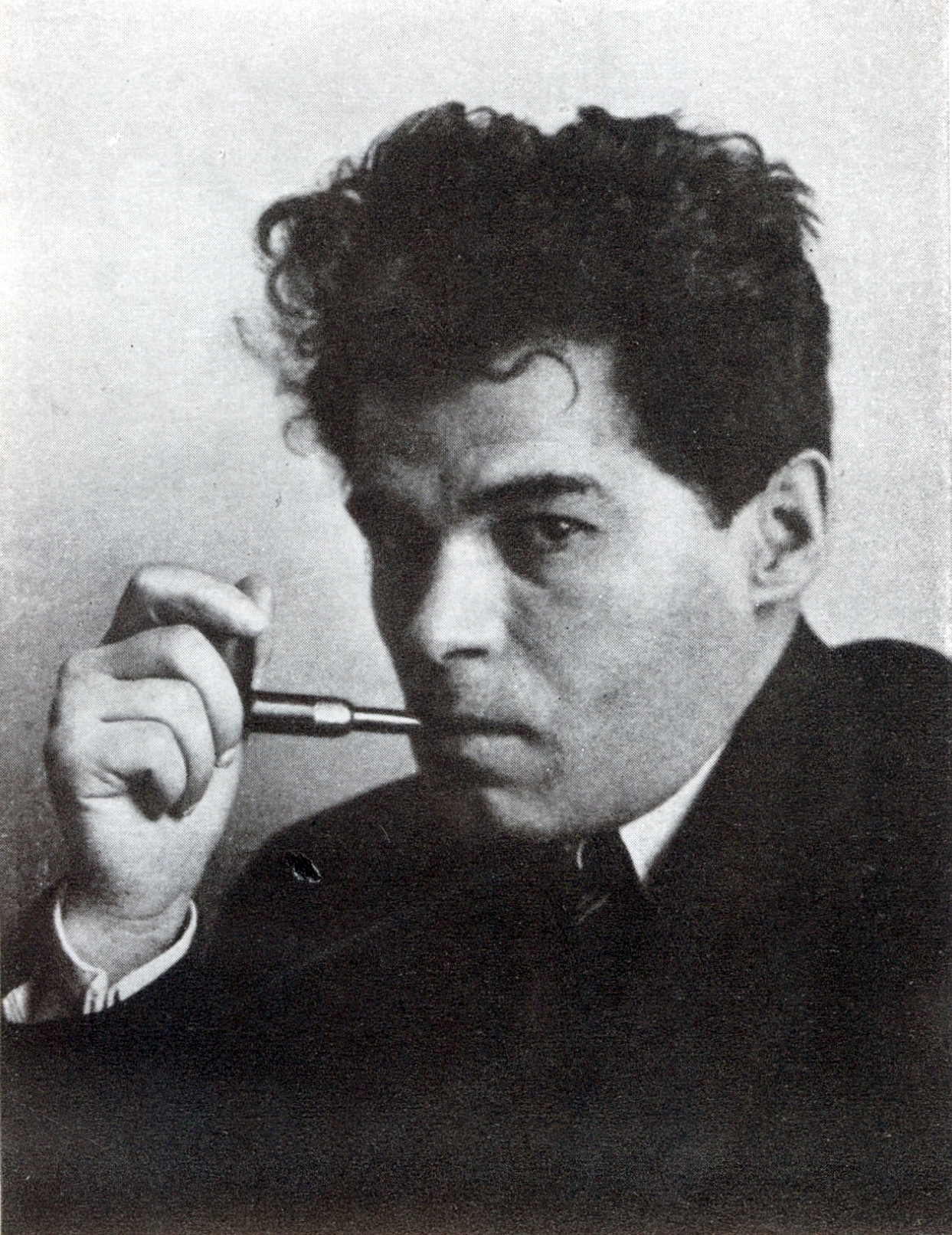
Mychajlo Semenko

Mychajlo Wassyljowytsch Semenko (* 19. Dezemberjul. / 31. Dezember 1892greg. in Kybynzi, Gouvernement Poltawa, Russisches Kaiserreich; † 23. Oktober 1937 in Kiew, Ukrainische SSR) war ein ukrainischer Schriftsteller der „hingerichteten Wiedergeburt“. Semenko war Gründer und Theoretiker des ukrainischen Futurismus (auch Panfuturismus genannt), Organisator von futuristischen Gruppen und Herausgeber zahlreicher Publikationen.

## Leben
Semenko wurde im 1892 in der Nähe von Jaresky geboren und stammte aus einer Kosaken-Familie. Er studierte zwischen 1911 und 1914 am neuropsychiatrischen Institut in Sankt Petersburg. Seine Erstveröffentlichung war die Gedichtsammlung Prelude im Jahr 1913. 1914 ging er nach Kiew, begab sich jedoch nach dem Ausbruch des Ersten Weltkrieges nach Wladiwostok, wo er zwischen 1916 und 1917 als Telegraph arbeitete und sich der Untergrundgruppe der SDAPR (b) anschloss. 1917 kehrte er nach Kiew zurück, wo er sich als ein Führer der Wiederbelebung und Entwicklung der nationalen ukrainischen Literatur betätigte. Im Jahr 1927 gründete eine neue futuristische Vereinigung namens Nova Henerazija mit einer gleichnamigen Zeitschrift.
Am 26. April 1937 wurde er, gemeinsam mit anderen ukrainischen Schriftstellern, vom NKWD verhaftet und „aktiver konterrevolutionärer Aktivitäten“ angeklagt. Am 23. Oktober 1937 verurteilte man ihn und am selben Tag wurde er in einem Kiewer Gefängnis erschossen und daraufhin in einem Massengrab im Wald Bykiwnja verscharrt.

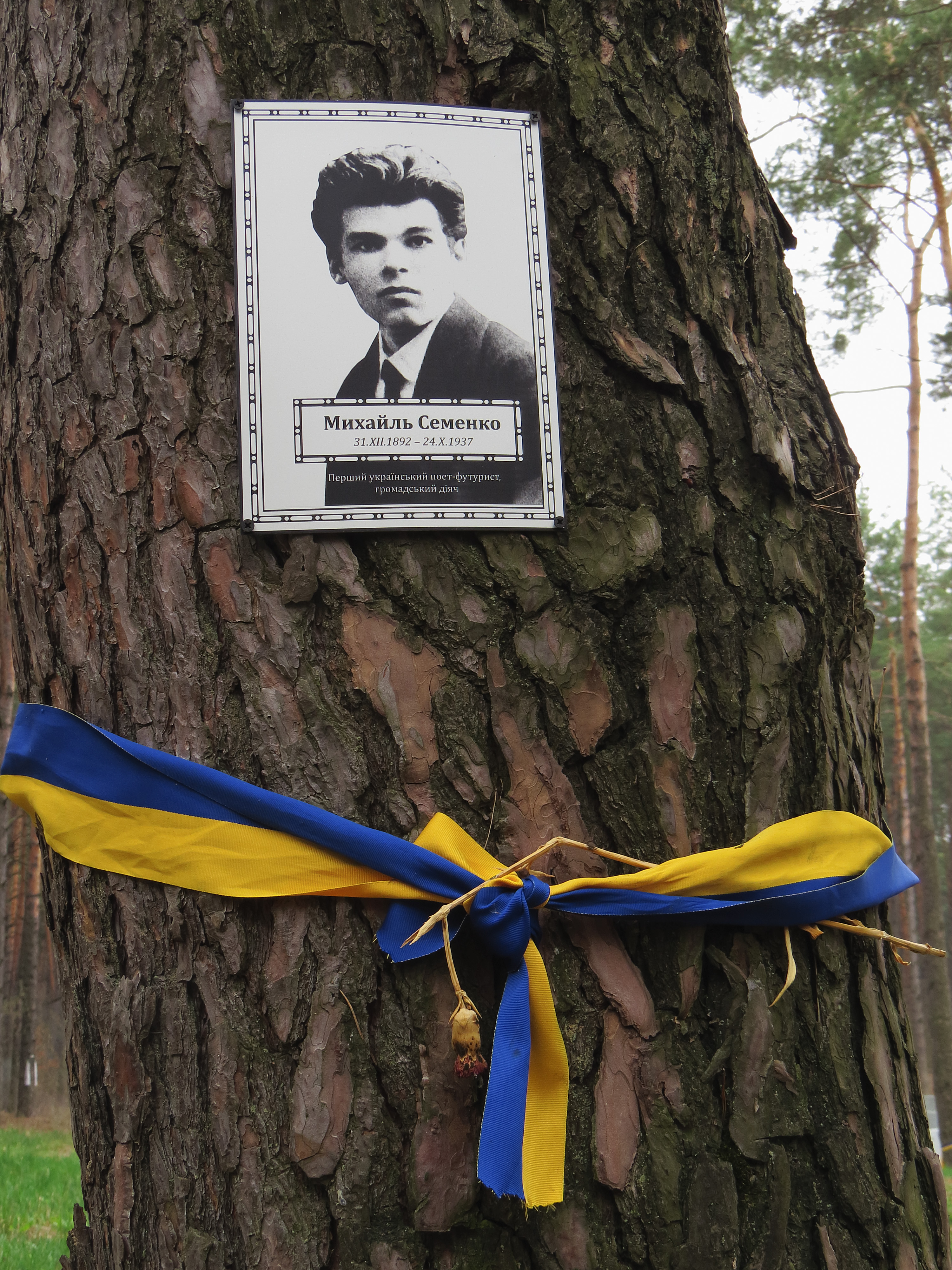
Kyjiw, Nationaler historischer Gedenkkomplex Gräber von Bykiwnja, 2016

Mitte der 1960er Jahre wurde Semenko rehabilitiert.

## Werke
- Kvero-Futurism, 1914.
- Kobzar, Golfstrom, Kiew 1924.